# Boris Hruška
Boris Hruška (3. února 1926 Brno – 29. března 2013 tamtéž) byl český agronom, pedolog a geolog, v letech 1991 až 1994 rektor Vysoké školy zemědělské v Brně.

## Život
Narodil se v roce 1926. V roce 1945 absolvoval studium na reálném gymnáziu na Starém Brně, v roce 1944 přitom studium musel přerušit, protože byl totálně nasazen. V letech 1945 až 1950 vystudoval lesnictví na Vysoké škole zemědělské a lesnické v Brně. V roce 1952 se stal doktorem technických věd (o rok později bylo udělování titulu zrušeno), v letech 1959 až 1965 dálkově studoval geologii na Přírodovědecké fakultě Masarykovy univerzity v Brně. V roce 1970 získal titul doktora přírodních věd a v roce 1986 se stal doktorem zemědělsko-lesnických věd.
Po sametové revoluci se v roce 1990 stal profesorem pedologie a geologie, přičemž v letech 1990 až 1991 působil jako prorektor brněnské Vysoké školy zemědělské. V roce 1991 se stal jejím rektorem, když ve funkci nahradil Stanislava Procházku. Ve funkci setrval po jedno volební období do roku 1994, kdy jej ve funkci vystřídal Pavel Jelínek.
Během své kariéry působil Hruška jako externí vyučující také na Přírodovědecké fakultě MU, Filozofické fakultě Masarykovy univerzity a na Vysoké škole lesnické a dřevařské ve Zvolenu. Byl členem Českého svazu ochránců přírody, České lesnické společnosti, Československé společnosti pro geologii a mineralogii či Československé vědecko-technické společnosti. Ve volném čase se angažoval ve filharmonickém sboru Beseda brněnská.